# Caragana conferta
Caragana conferta är en ärtväxtart som beskrevs av John Gilbert Baker. Caragana conferta ingår i släktet karaganer, och familjen ärtväxter. IUCN kategoriserar arten globalt som otillräckligt studerad. Inga underarter finns listade i Catalogue of Life.